# Tallium(III)-hidroxid
A tallium(III)-hidroxid vagy tallium-trihidroxid szervetlen vegyület, képlete Tl(OH)3. Benne a tallium oxidációs száma +3. Fehér, szilárd anyag, erősen toxikus, gyenge bázis, oxidálószer. Melegítve előbb tallium(III)-oxidra, majd tallium(I)-oxidra és oxigénre bomlik.

## Fordítás
- Ez a szócikk részben vagy egészben  a   Thallium(III) hydroxide című angol Wikipédia-szócikk ezen változatának fordításán alapul.  Az eredeti cikk szerkesztőit annak laptörténete sorolja fel. Ez a jelzés csupán a megfogalmazás eredetét és a szerzői jogokat jelzi, nem szolgál a cikkben szereplő információk forrásmegjelöléseként.
- Ez a szócikk részben vagy egészben  a   Thallium(III) hydroxide című egyszerűsített angol Wikipédia-szócikk ezen változatának fordításán alapul.  Az eredeti cikk szerkesztőit annak laptörténete sorolja fel. Ez a jelzés csupán a megfogalmazás eredetét és a szerzői jogokat jelzi, nem szolgál a cikkben szereplő információk forrásmegjelöléseként.